# Suárez (banda)
Suárez fue una banda argentina de indie rock e indie pop, compuesta por Rosario Bléfari en voz, Diego Fosser en batería, Fabio Suárez en bajo, Gonzalo Córdoba, y Marcelo Zanelli (en guitarras).

## Biografía
El debut de la banda se produjo en diciembre de 1989 en el Bar Bolivia del barrio de San Telmo. Durante principios de los noventa (1990-1991) se consolida la propuesta y luego de la edición de algunos temas en compilados durante 1992 (Ruido Cassette) y 1993 (CD Ruido), en 1994 editan su primer material titulado Hora de no ver. Le siguen Horrible (1995), Galope (1996), Excursiones (1999), el EP Río Paraná (1999) y el EP 29:09:00 (2000). La banda da sus últimos conciertos durante el verano de 2001 hasta su separación en el mismo año.
La cantante y compositora, Rosario Bléfari, evoca la prehistoria de Suárez: “A Fabio lo conocí en una obra de teatro de Vivi Tellas. Ella me convocó para trabajar como actriz. Estudiaba en la Escuela Municipal de Arte Dramático e invitaron también a algunos alumnos de ahí. Fabio era uno de ellos. Para ese entonces, él formaba parte de un grupo que se llamaba Abandonando a Juanita. Paralelamente, yo participaba en la banda Temas Lentos. Fabio ensayaba en una casa que Daniel Melero tenía en Flores. Nos enamoramos y en ese sitio surgió la idea de crear Suárez”.
Así describe José Bellas los míticos shows de la banda: "Tocando detrás de una cortina de papel madera que iban recortando con tijeras (Teatro del Plata, 1996). Poniéndole música a una exposición de fotos del grupo a cargo de Cecilia Biagini y editándola en tiempo real en video (Galería Bond Street, 1992). Rosario y Fabio dando cuerpo a dos electronautas inmóviles imantados de loops y samplers ante el impaciente público de Los Brujos (Die Schule, 1993). Envueltos como si fueran árboles en telas pintadas (Die Schule, 1994). Vestidos como si se tratara de damas y caballeros del siglo XIX (Teatro Regio, 1998). Estirando el show a tres horas, intentando hastiar al público (Teatro del Plata, 1993)".
En 1997, la revista española Zona de Obras, a través de su sello "Plan B", edita en aquel país "Galope", y en 1998, "Excursiones". De aquella época, se recuerdan sus giras por el Viejo Continente: "la segunda duró 40 días que incluyeron 15 fechas en Madrid, Zaragoza, Barcelona, Valencia y varias localidades más. En Madrid inauguraron uno de los cinco escenarios del Festimad, un megaevento que se realiza durante varios días en un parque de la ciudad. Allí compartieron cartel con los Cramps, Massive Attack e Illya Kuryaki and the Valderramas".
La edición de sus discos es artesanal e independiente, por eso es raro hallar los editados antes de la caja recopilatoria de 1995: "Horrible tuvo una tirada de solo 1000 ejemplares. Su reedición, 500. La misma Rosario aclaró en una entrevista radial que sacaron 1000 discos porque era la tirada mínima que pedía la compañía que producía los CD (la cual, dicho sea de paso, estaba a la vuelta de la casa de ella). Si hubieran podido imprimir 200, lo hubieran hecho.
Pero el coleccionista no debe lidiar solo con un disco de poca tirada. También debe tener en cuenta que el disco posee varios artes de tapas. Tenemos la tapa original, que fue presentada en dos colores diferentes. Una tirada con un sticker como único arte de tapa: la versión minimalista. Y otra edición con una tapa dibujada en el Paint 1.0 por Rosario en sus tiempos de ocio sin Dial Up. La reedición de 2005 es en Digipack y restaura la primera tapa".
En 2015, la banda es objeto de una película documental estrenada en el Festival Internacional de Cine de Mar del Plata: "A través de un ingenioso montaje de videos caseros, el director Fernando M. Blanco , concreta Entre dos luces. Suárez. Primera parte, un documental que registra la privacidad de la banda según ellos mismos. Una evolución personal teñida de nostalgia por medio de cassettes que funcionan como found footage de una década en la vida de estos, por entonces, cinco jóvenes artistas. El proceso creativo, las sesiones privadas, ensayos y cotidianeidad. Humor, ternura y creatividad. Adentrarse en la imaginación, espiar el pasado, conforman una sensación voyeurista que vale la pena vivir en el cine" (en la web del Festival).
Esto logra que Suárez vuelva a tocar en vivo. Lo hace en Mar del Plata, en el estreno del documental, el domingo 1º de noviembre de 2015. Ellos anuncian que esa será su única presentación, pues no se plantean un regreso. Pero semanas más tarde anuncian una nueva fecha, el viernes 4 de marzo de 2016, en el Ciudad Cultural Konex. Este show se realiza con gran éxito, y enciende las esperanzas de nuevos shows y nuevas grabaciones.
El 6 de julio del 2020 fallece Rosario Bléfari, quien acarreaba un cáncer que pocos conocían. En octubre de ese año se edita el EP póstumo Por última vez, que cuenta con tres canciones y la última grabación de Bléfari en la banda.

## Miembros
- Rosario Bléfari: voz (1988-2001, 2015-2019)
- Fabio Suárez: bajo (1988-2001, 2015-2019)
- Diego Fosser: batería (1988-2001, 2015-2019)
- Marcelo Zanelli: guitarra (1988-1995, 2015-2019)

- Gonzalo Córdoba: guitarra (1988-2001, 2015-2018)
- Gustavo Monsalvo: guitarra (2019)

## Discografía

### Álbumes de estudio
- Hora de no ver (1994)
- Horrible (1995)
- Galope (1996)
- Excursiones (1999)

### Singles & EP
- «Río paraná» (1999)
- 29:09:00 (2000)
- Por última vez (2020)

### Recopilaciones
- La colección (2005)